# 贝利撒留
贝利撒留（拉丁語發音：[bɛ.lɪˈsaː.ri.ʊs]；约500年–565年3月），有時被稱為弗拉维乌斯·贝利撒留（拉丁語：Flavius Belisarius），也譯作貝利薩留斯、貝利沙斯，是東羅馬帝國皇帝查士丁尼一世麾下的將軍。他在收復前西羅馬帝國的地中海大部分領土方面發揮了重要作用，但這些領土在不到一個世紀就失守。他被認為是歷史上以及東羅馬帝國史上最偉大的軍事指揮官之一。
貝利薩留軍事生涯的一大顯著特徵是，儘管資源匱乏，他依然取得了勝利。他經常被譽為“最後的羅馬人”之一。在汪達爾戰爭中，他用九個月的時間征服了北非的汪達爾王國，並在哥德戰爭中征服了義大利亞平寧半島東哥德王國大部分地區。他還在十里之役中擊敗了汪達爾軍隊，並在特里卡馬魯姆戰役中發揮了重要作用，迫使汪達爾國王蓋利默投降。在哥德戰爭期間，儘管寡不敵眾，他還是率軍奪回了羅馬城，並在羅馬圍城戰中頑強抵抗東哥德人。
在塔努林戰役中受挫後，他在達拉戰役中擊敗了薩珊波斯帝國，但在卡利尼庫姆戰役中戰敗。在梅蘭蒂亞斯戰役中，他成功擊退了多瑙河以北的匈人的入侵。他也以軍事詭計而聞名；他欺騙了波斯指揮官，不戰而解了波斯對阿里米努姆的圍攻。

## 早年生涯
貝利撒留出生於500年左右，出生地可能是日耳曼尼亞，這是一座設防城鎮，至今仍保留著一些考古遺跡，位於今保加利亞西南部薩帕雷瓦巴尼亞的遺址，色雷斯和培奥尼亚邊境內。他可能出生於伊利羅-羅馬人或色雷斯-羅馬人家族，但他的血統不詳。到526年，他已成為皇位繼承人查士丁尼（皇帝查士丁一世的侄子和養子）的高級衛兵。他是如何成為其中一員的，目前尚無記載。
後來，他得到皇帝的許可，組成了一個布契拉里軍團。該軍團由精銳重騎兵組成，後來他將其擴充為一支擁有7000人的私人衛隊。貝利薩留的衛隊構成了他後來統帥的所有軍隊的核心。他們裝備長矛、（可能是匈人式的）複合弓和長劍，全副武裝，達到當時重騎兵的標準。這些衛隊是一支多用途部隊，能夠像匈人一樣用弓箭遠距離射擊，也可以充當重裝突擊騎兵，用長矛和劍向敵人發動衝鋒。

### 伊比利亞戰爭
在其早期職業生涯中，貝利薩留曾多次參與東羅馬的潰敗。在第一次戰役中，他獨立指揮（與西塔斯將軍一同指揮，很可能是雙管齊下），最後慘敗。然而，他和西塔斯以成功的劫掠而聞名，在戰爭爆發前不久對波斯亞美尼亞的第一次入侵中，他們掠奪了薩珊波斯帝國領土。在塔努林戰役中（尼西比斯以南），貝利薩留再次發揮了領導作用。他的同僚被誘入陷阱後，他率軍逃竄。他的軍隊隨後在明杜奧斯被擊敗，但不久之後他就得到了晉升，這意味著他不太可能對這場失敗負責。起初，他很可能是西塔斯等高級指揮官的下級助手，而在塔努林戰役中沒有總司令。明杜奧斯戰役可能是他第一次獨自率軍作戰。
527年8月1日查士丁一世去世後，新皇帝查士丁尼一世任命貝利撒留東部軍隊軍事統帥，儘管此前屢戰屢敗。530年6月/7月，在伊比利亞戰爭期間，他率領羅馬軍隊在達拉戰役中大勝薩珊波斯。:47–48這場勝利促使波斯沙阿（君主）喀瓦德一世開啟與東羅馬的和平談判。:47–48在這場戰役中，貝利薩留挖掘了戰壕，以便將機動性更強的波斯軍隊引導到可以從後方進攻的位置。這是兩年前在塔努林戰役中從波斯人那裡學來的方法。
在其他戰線上，東羅馬軍隊也取得了勝利。波斯帝國及其阿拉伯盟友拉赫姆王國率領15,000名精幹騎兵，再次入侵東羅馬領土，這次他們經由幼發拉底河，這是一條他們從未走過的路線。貝利薩留措手不及，不確定這是佯攻還是真攻，所以起初他沒有行動。他向與羅馬結盟的阿拉伯部落伽珊尼德王國尋求援助，並獲得了5,000名士兵。他以成功的戰略機動迫使波斯人撤退，但他繼續追擊潰逃的波斯人，據說是因為他的士兵威脅說，如果不開戰，他們就會叛變。他率領20,000名東羅馬士兵和5,000名伽珊尼德士兵向波斯人發起進攻，但儘管擁有巨大的數量優勢，他還是在卡利尼庫姆戰役（今拉卡）:p. 48擊敗，因為對方指揮官阿扎雷特斯是一位不亞於他本人的優秀戰術家。貝利撒留可能在戰鬥結束前很久就逃離了戰場。這一挫折使查士丁尼失去了簽署早期和平條約的機會，因為波斯沙阿重新對戰爭努力重拾信心。在達拉和卡利尼庫姆戰役之後，戰火仍在繼續，波斯沙阿喀瓦德一世的去世很快就促成了和平條約的簽署。新任沙阿霍斯勞一世看到查士丁尼急於簽署和平條約，並認為自己可以迅速達成一項對波斯有利的和平協議，即永久和平協議，這對波斯人來說非常有利。貝利撒留被召回首都君士坦丁堡，並被指控無能，並對坦努里斯和卡利尼庫姆的失敗負有責任，但經過調查，他被洗清了罪名。

### 尼卡暴動
暴動爆發時，貝利撒留正在君士坦丁堡。貝利撒留、門杜斯（伊利里庫姆管區的軍事統帥）－以偉大的統帥而聞名－以及納爾西斯－一位宦官，也是查士丁尼的心腹，後來也被稱為偉大的統帥－奉命鎮壓叛亂。此時，城市的大部分地區已被暴徒焚燒，但藍黨開始平靜下來，在納爾西斯向他們分發禮物後，許多人返回家園，而其他人則開始在其他叛亂分子中傳播溫和的觀點。貝利薩留試圖通過皇帝的包廂進入暴徒聚集的競技場，但被宮廷衛隊攔住了。貝利撒留感到意外，便告知了查士丁尼，後者命令他從另一個方向進入。他進入君士坦丁堡競技場，想要逮捕被暴徒擁立為皇帝的希帕提烏斯。希帕提烏斯有衛兵守護，貝利撒留首先需要消滅他們，但如果他進攻，暴徒就會追上他的後方。貝利薩留決定先解決暴徒，率領軍隊繞過通往希帕提烏斯所在位置的大門，殺進人群。門杜斯聽到戰鬥的聲音，也率軍衝了過去，而納爾西斯則封鎖了其他出口，以困住暴徒。這場起義最終以大屠殺告終。至少有3萬人 ，最多有6萬人喪生，其中大部分是手無寸鐵的平民。

## 征服汪达尔人

汪達爾戰爭地圖

530年，希尔德里克国王的表弟盖利摩发动宫廷政变，自立为王，囚禁了亲拜占庭的汪达尔王希尔德里克。533年，查士丁尼一世皇帝派遣大使来北非，命令恢复希尔德里克的王位，遭到拒绝，於是东罗马帝国向汪达尔宣战。而且，非洲汪达尔迫害国内的天主教徒，并且派出海盗劫掠拜占庭商船，损害了拜占庭在西部的贸易。这些都使查士丁尼皇帝希望控制汪达尔的北非地区以保证拜占庭的地中海通行。
533年6月，貝利撒留率軍1萬6千人（其中包括包括约1万步兵，5千骑兵，600名赫卢利骑兵，400名匈族弓骑兵）從海路進攻北非的汪达尔-阿兰王国，開啟了20年收復西部的序幕。占据意大利的东哥特王国与汪达尔交恶，让贝利撒留中途在哥特人控制的西西里岛上停靠，补充食品和淡水。而且因为汪达尔的属地撒丁岛暴动，汪达尔王盖利摩的弟弟率5千精兵和全部舰队前往撒丁岛。使得贝利撒留可以顺利通过汪达尔控制的海域并在533年夏于大莱普提斯附近登陆。为了防止被切断后勤供应，贝利撒留命令舰队随军沿海岸向汪达尔首都迦太基城进发。
533年9月13日十里之役，离迦太基城东10里，盖利摩和贝利撒留进行决战。
盖利摩派王弟阿马塔斯（Ammatas）率兵2千出城向东，正面迎击贝利撒留，南侧翼侄子吉巴蒙德（Gibamund）率兵2千从侧面迂回，盖利摩本人率主力5千多骑兵进行深远迂回，绕到罗马军背后攻击。贝利撒留先后击溃汪达尔的正面和南侧翼，阿马塔斯也死于战斗之中，但贝利撒留自身阵型也被打乱。迂回的盖利摩在击溃罗马军队一部后，发现阿马塔斯的尸体。盖利摩于是陷入悲痛之中。贝利撒留趁机重整阵型，并一举击败盖利摩并夺取首都迦太基。
不久盖利摩就集结了非洲腹地的汪达尔军队，并汇合了他弟弟查宗（Tzazon）所率领远征撒丁岛平叛的军队，反攻迦太基。但12月6日，贝利撒留率大约1万3千罗马军在特里卡麦伦战役之中再次大胜盖利摩，并使查宗阵亡。此役歼灭了汪达尔主要的有生力量，盖利摩也被迫逃入帕布亚（Pappua）山中。534年3月，盖利摩出山投降，北非的汪达尔王国正式灭亡，罗马重新征服了北非。
同年，贝利撒留带着盖利摩和缴获的汪达尔国库，回君士坦丁堡献俘。君士坦丁堡为贝利撒留举行了古代罗马的凯旋式，这是君士坦丁堡成为帝国首都以来的第一次，在罗马帝国最近几百年来也是首次。贝利撒留被选为下一年的唯一执政官。

## 征服東哥德人

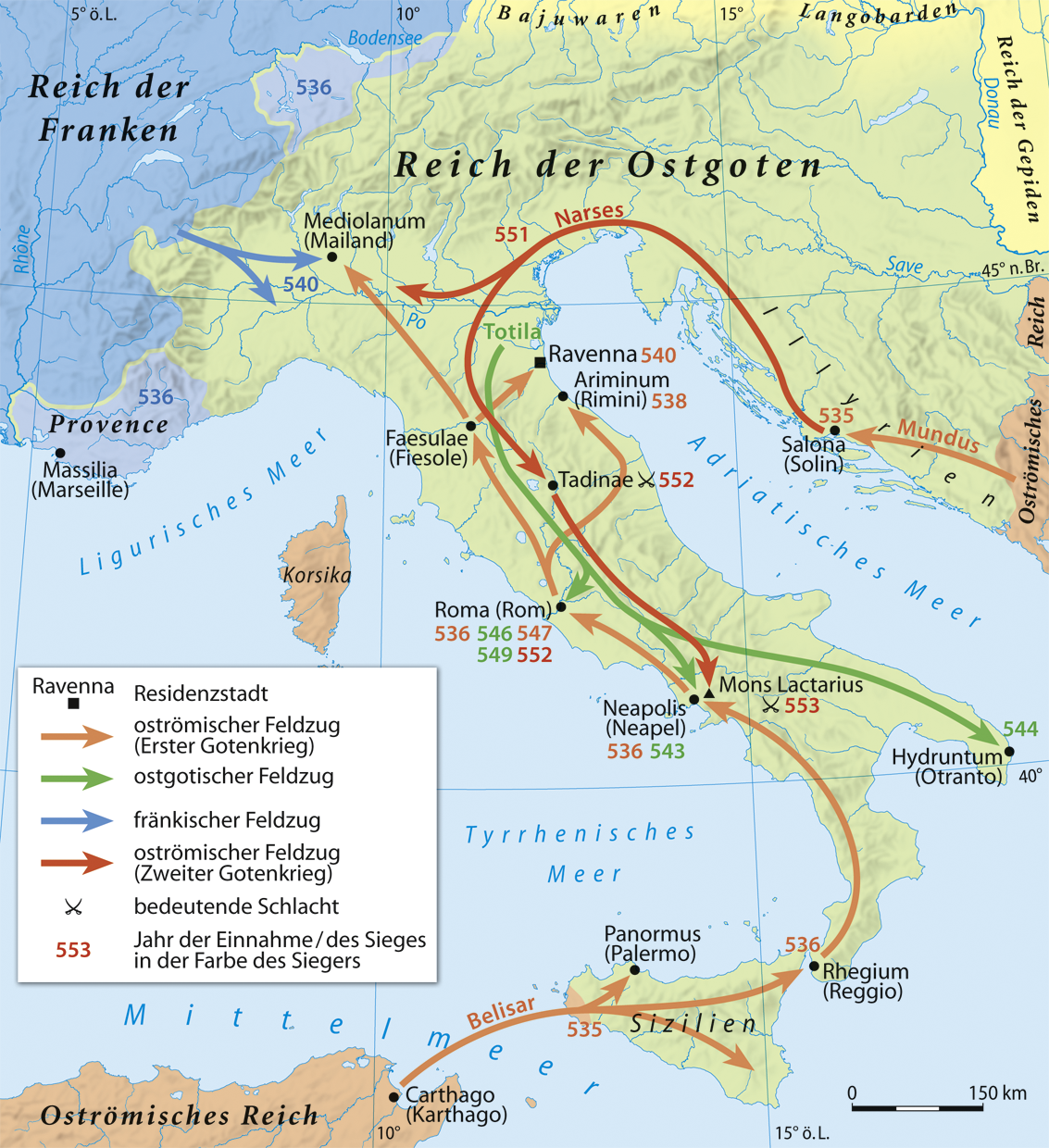
哥德戰爭地圖

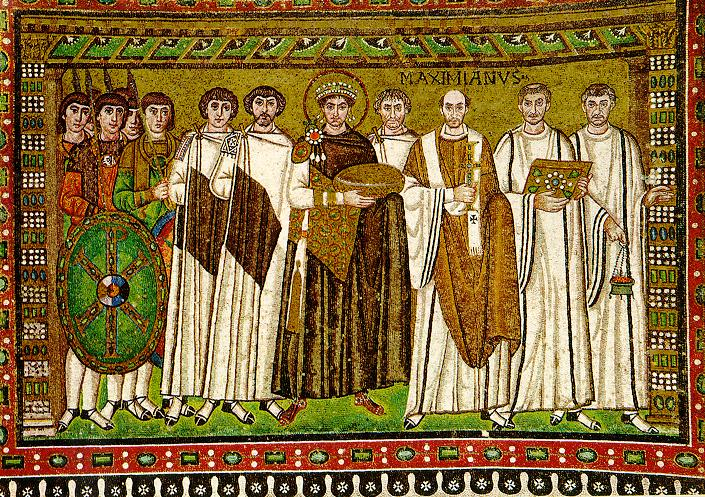
聖維塔堂鑲嵌畫全圖

535年，查士丁尼以干涉東哥德統治集團內部鬥爭為藉口，命貝利撒留進軍義大利。12月，貝利撒留以8000人登陸西西里，翌年6月攻入南義大利。536年12月，拜占庭軍隊收復失陷蠻族長達60年的羅馬城，並廢黜了教宗維理。537年東哥德軍隊發動反攻，一度圍攻羅馬，後因瘟疫而撤離。540年貝利撒留攻佔東哥德首都拉文那。但由於拜占庭軍隊大肆掠奪，引起了當地人民的不滿，紛紛反叛，重建東哥德王國。東哥德王托提拉趁機反攻，人民也紛紛響應，屢敗拜占庭軍隊。546年東哥德軍攻佔羅馬，幾乎將拜占庭軍隊逐出義大利。551年查士丁尼召回貝利撒留。552年，納爾塞斯將軍帶領的拜占庭軍在塔地那戰役擊潰了東哥特軍，殺死國王托提拉，東哥德勢力遂衰。554年，消滅其殘部，王國徹底滅亡。

## 后期征战

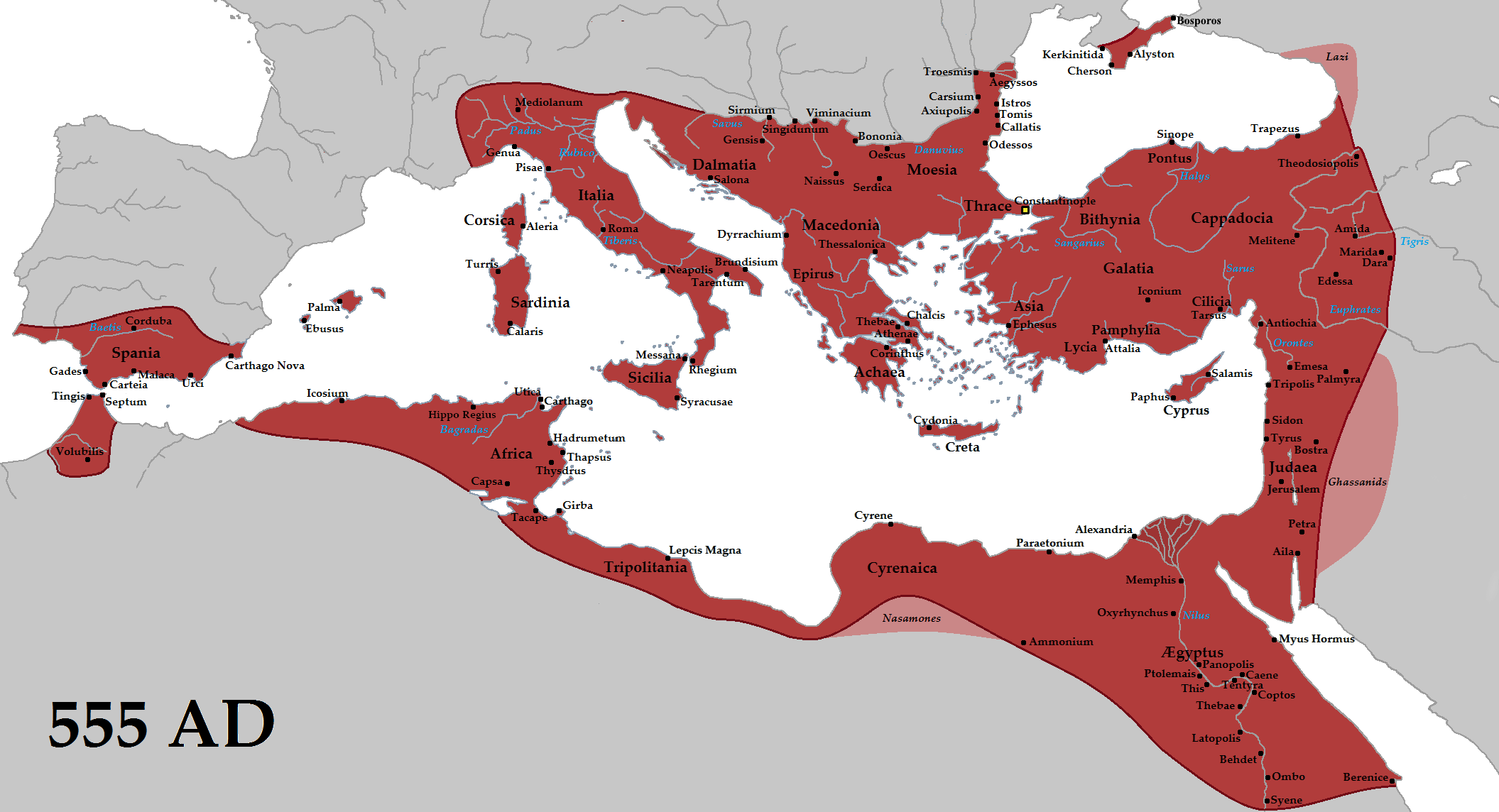
555年的东罗马帝国疆域。

贝利撒留的军事生涯结束于公元559年，当年一支在扎伯干统率下的斯拉夫和保加尔军队，第一次越过多瑙河入侵拜占庭帝国，兵临君士坦丁堡。为了抵御保加尔人的入侵，查士丁尼因此而重召贝利撒留指挥拜占庭军队。这是他最后的一场战役，最后贝利撒留以极少的兵力击溃了保加尔人，并一直将他们赶回多瑙河彼岸。
在《秘史》前五章中，普羅科匹厄斯把贝利撒留描述成了一个妻子與外人通姦的丈夫，因为在感情方面，贝利撒留始终对他放荡的妻子安东尼娜忠贞不渝。根据历史，安东尼娜隐瞒着贝利撒留，与他的养子塞奥多西发生关系。普羅科匹厄斯指出，这件事在宫廷早已为人皆知，将军的所作所为也被认为是无能与荒谬的。然而这种观点明显带有普羅科匹厄斯的主观倾向，因为他长时间厌恶贝利撒留和安东尼娜之间的这种关系。据说当贝利撒留最后尝试指控他的妻子时候，皇后狄奥多拉出手了，并最终挽救了她。
公元562年，贝利撒留在君士坦丁堡被起诉犯有贪污罪，法庭判处罪名成立，但这些指控明显是捏造的。而现代研究学者暗示，这场案件的审判官，正是他来自凯撒利亚的前任秘书—普羅科匹厄斯（也有学者认为是另一位同名的官员）。审判中，贝利撒留被控有罪，并被关押了起来。在入狱后不久，查士丁尼就给予宽恕，把他释放出来了，并重新在宫廷上接待了他。
长期以来，贝利撒留和查士丁尼之间紧密的合作关系，令帝国足足增长了45%的版图。但查士丁尼其實一直嫉妒貝利撒留，公元563年，誣指貝利撒留意圖謀反，判處監禁和沒收全部財產，因查不到任何證據，8個月後釋放。
公元565年3月至11月，贝利撒留和皇帝相继病逝。其實贝利撒留在君士坦丁堡近郊的亚洲部分拥有大量的地产。或许他最终是在此处逝世，并被埋葬于当地的两座教堂（圣彼得教堂和圣保罗教堂）其一之中。　

## 大眾文化
- 英國桌面戰棋遊戲《戰錘40000》裏的「機械大賢者」貝利撒留‧考爾使用了他的名字命名。

## 参看
- 普罗科匹厄斯《战争史》
- 普罗科匹厄斯《秘史》
- 约达尼斯《哥特史》

## 延伸阅读
- "Belisarius" （页面存档备份，存于） Encyclopædia Britannica Online. 27 Apr 2009
- Chisholm, Hugh (编). .  3 (第11版). London: Cambridge University Press. 1911.
- R. Boss, R. Chapman, P. Garriock, Justinian's War: Belisarius, Narses and the Reconquest of the West, Montvert Publications, 1993, ISBN 1-874101-01-9.
- Börm, Henning. . Chiron. 2013, 42: 63–91  [2021-11-21]. （原始内容存档于2022-06-28） （德语）.
- Brogna, Anthony.  (PDF) (Master of Military Art and Science论文). United States Army Command and General Staff College, Fort Leavenworth: Defense Technical Information Center. 1995. OCLC 227839393. （原始内容存档 (PDF)于17 January 2020） （英语）.
- Glanville Downey, Belisarius: Young general of Byzantium, Dutton, 1960
- Edward Gibbon has much to say on Belisarius in The History of the Decline and Fall of the Roman Empire, Chapter 41 online （页面存档备份，存于）.
- Hughes, Ian. . South Yorkshire: Pen & Sword Military. 2009. ISBN 9781844158331.
- Lillington-Martin, Christopher 2006–2013:
  - 2006, "Pilot Field-Walking Survey near Ambar & Dara, SE Turkey", British Institute of Archaeology at Ankara: Travel Grant Report, Bulletin of British Byzantine Studies, 32 (2006), pages 40–45;
  - 2007, "Archaeological and Ancient Literary Evidence for a Battle near Dara Gap, Turkey, AD 530: Topography, Texts and Trenches" in: BAR –S1717, 2007 The Late Roman Army in the Near East from Diocletian to the Arab Conquest Proceedings of a colloquium held at Potenza, Acerenza and Matera, Italy edited by Ariel S. Lewin and Pietrina Pellegrini, p 299–311;
  - 2008, "Roman tactics defeat Persian pride" in Ancient Warfare edited by Jasper Oorthuys, Vol. II, Issue 1 (February 2008), pages 36–40;
  - 2009, "Procopius, Belisarius and the Goths" in: Journal of the Oxford University History Society,(2009) Odd Alliances edited by Heather Ellis and Graciela Iglesias Rogers. ISSN 1742-917X, pages 1– 17, Issue 7 (Special Issue - Colloquium 2009) - jouhsinfo （页面存档备份，存于）;
  - 2010, "Source for a handbook: Reflections of the Wars in the Strategikon and archaeology" in: Ancient Warfare edited by Jasper Oorthuys, Vol. IV, Issue 3 (June 2010), pages 33–37;
  - 2011, "Secret Histories", Secret Histories, with Christopher Lillington-Martin （页面存档备份，存于）;
  - 2012, "Hard and Soft Power on the Eastern Frontier: a Roman Fortlet between Dara and Nisibis, Mesopotamia, Turkey, Prokopios' Mindouos?" in: The Byzantinist, edited by Douglas Whalin, Issue 2 (2012), pages 4–5, ;
  - 2013a, "La defensa de Roma por Belisario" in: Justiniano I el Grande (Desperta Ferro) edited by Alberto Pérez Rubio, 18 (July 2013), pages 40–45, ISSN 2171-9276;
  - 2013b, "Procopius on the struggle for Dara and Rome" in: War and Warfare in Late Antiquity: Current Perspectives (Late Antique Archaeology 8.1–8.2 2010–11) by Sarantis A. and Christie N. (2010–11) edd. (Brill, Leiden 2013), pages 599–630, ISBN 978-90-04-25257-8.
- Martindale, John R. (编). . Cambridge: Cambridge University Press: 181–224. 1992. ISBN 0-521-20160-8.
- Petersen, Leif Inge Ree. . Leiden: Brill Publishers. 2013. ISBN 978-90-04-25199-1.
- Lord Mahon, The Life of Belisarius （页面存档备份，存于）, 1848. Reprinted 2006 (unabridged with editorial comments) Evolution Publishing, ISBN 1-889758-67-1
- Lord Mahon, The Life of Belisarius, J. Murray, 1829. With a new critical introduction and further reading by Jon Coulston. Westholme Publishing, 2005. ISBN 1-59416-019-8
- Ancient Warfare magazine, Vol. IV, Issue 3 (Jun/Jul, 2010), was devoted to "Justinian's fireman: Belisarius and the Byzantine empire", with articles by Sidney Dean, Duncan B. Campbell, Ian Hughes, Ross Cowan, Raffaele D'Amato, and Christopher Lillington-Martin.
- Hanson, Victor Davis. The Savior Generals: How Five Great Commanders Saved Wars That Were Lost. Bloomsbury Press, 2013. ISBN 978-1-6081-9163-5 online edition （页面存档备份，存于）